# Crónica de Nabonido

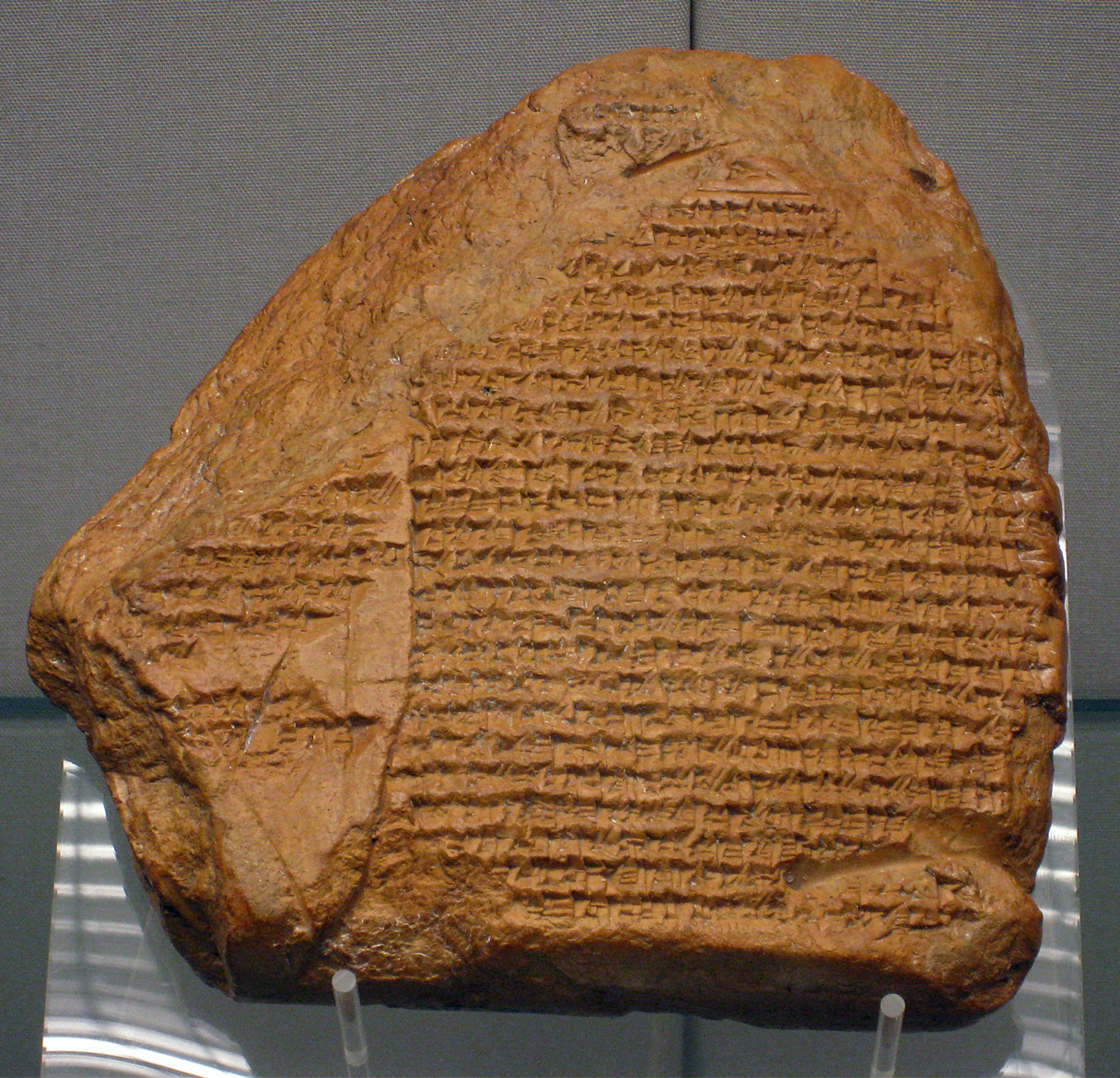
Crónica de Nabonido, antiguo documento babilónico expuesto en el Museo Británico.

La crónica de Nabonido, también conocida como crónica de Ciro-Nabonido, pertenece a las conocidas como crónicas Mesopotámicas (Crónicas de Asiria y Crónicas de Babilonia), realizada, como las demás, en tablillas de arcilla, escrita en cuneiforme acadio.
Es una estela funeraria del último rey babilónico, conservada en el British Museum, perteneciente a las fuentes babilónicas y persas antiguas, en la que se  narra cómo en el año VI de Nabonido, Nabu-na’id (550-549), a. C., el rey Ishtumegu (Atiages) «convocó a sus tropas y marchó contra Ciro, rey de Anshan, para enfrentársele en combate. El ejército de Ishtumegu se volvió contra él y lo entregó encadenado a Ciro. Ciro marchó contra Ecbatana, el país de Agamtanu; se apoderó de la residencia real; cogió como botín plata, oro, (otras) cosas valiosas del país y los llevó a Anshan».